# Distrito de Kangra
Kangra (en hindi; काँगड़ा जिला) es un distrito de la India en el estado de Himachal Pradesh. Código ISO: IN.HP.KA.
Comprende una superficie de 5 739 km².
El centro administrativo es la ciudad de Dharamsala.

## Demografía
Según censo 2011 contaba con una población total de 1 507 223 habitantes, de los cuales 758 664 eran mujeres y 748 559 varones.